# Lacmellea peruviana
Lacmellea peruviana là một loài thực vật có hoa trong họ La bố ma. Loài này được (Van Heurck & Müll.Arg.) Markgr. mô tả khoa học đầu tiên năm 1941.